# تشارلز ميجر
تشارلز ميجر (بالإنجليزية: Charles Major)‏ هو روائي ومحامي وسياسي أمريكي، ولد في 25 يوليو 1856، وتوفي في 13 فبراير 1913 بسبب سرطان الكبد. انتخب عضو مجلس نواب إنديانا.

## روابط خارجية
- تشارلز ميجر على موقع إن إن دي بي (الإنجليزية)